# ティンクルスターナイツ
『ティンクルスターナイツ』は、EXNOA（DMM GAMES）より配信されているスマートフォン向けゲームアプリおよびブラウザゲーム。2023年7月7日サービス開始。基本プレイ無料（アイテム課金制）。ジャンルは変身ヒロイン×本格バトルRPG。企画・監修はかんなぎれい、開発・運営はStudio KUMASAN。略称は『クルスタ』。成人向け要素を追加した『ティンクルスターナイツX』もFANZA GAMESで同時配信されている。アプリ版(iOS/Google Play)は2023年11月20日に配信開始された。

## 概要
Lillianが2008年に発売したアダルトゲーム『ティンクル☆くるせいだーす』(以下『クルくる』)の世界観を継承したRPGで戦闘等のシステムも同作をベースとしたものとなっている。Studio KUMASANの開発・運営としては第1弾、クリエイティブチーム くまさんとしては『ミストトレインガールズ』『モンスター娘TD』に続く第3弾となる。

なお、『クルくる』との用語や世界観などの共通点は複数存在するが、あくまでパラレルワールドとして位置づけられている。

## 略歴
- 2023年
  - 5月22日：事前登録開始。
  - 6月15日：「大変身！？ヒトリのブロック崩しゲーム」公開[3]。
  - 7月7日：ブラウザ版/DMM GAMES Android版のサービス開始。
  - 7月11日：初の期間限定イベント「寮生争奪 チキチキ花いちもんめ～バトルウィーク～」開催。
  - 7月31日：登録者数30万人突破。
  - 8月16日：登録者数50万人突破。
  - 9月29日：初のグッズ「【初回生産限定】ティンクルスターナイツ リリース記念セット」発売。
  - 10月6日：YouTube/ニコニコ生放送にて「クルスタキラキラ放送局」初生配信。
  - 10月31日：登録者数60万人突破。
  - 11月14日：初のコラボイベント「流星クルセイダース見参！重なる2つの世界！」開催。
  - 11月20日：アプリ版(iOS/Google Play)サービス開始。
  - 11月26日：登録者数77万人突破。
- 2024年
  - 1月7日：ハーフアニバーサリー。
  - 2月10日：登録者数90万人突破。
  - 3月14日：登録者数100万人突破。
  - 4月30日：『シスター』実装。
  - 6月19日：メインストーリー第1部「魔王覚醒編」完結。
  - 7月7日：1周年。メインストーリー第2部「極星学園編」スタート。
  - 8月21日：サイドストーリー追加。
  - 9月28日：登録者数200万人突破。
  - 11月20日：アプリ版リリース1周年。
- 2025年
  - 1月7日：1.5周年。
  - 1月13日：ティンクル☆くるせいだーすコラボイベント第2弾「流星クルセイダーズ再び！ 妹魔王と歪む世界！？」開催。
  - 1月27日：SPクラウド版サービス開始。
  - 4月23日：登録者数300万人突破。
  - 5月20日：アプリ版リリース1.5周年。
  - 7月7日：2周年。

## キャラクター[注 2]

### 新星学園星徒会
緋宮クロト（ひのみや クロト）
声 - 儚井あわ
立派な星騎士を志す真面目でひたむきな主人公。
転入早々ヴィーナスに魔王になるよう命じられ、おまけに新星学園星徒会長にも任命されてしまう。
生まれつき『モンスターを引き寄せる』という不思議な体質を持っており、そのためトラブルに巻き込まれることも多い。
九浄ヴィーナス（くじょう ヴィーナス）
声 - 天井めろん
『クロトを魔王として鍛える』という強い使命感を抱く、新星学園星徒会の自称・フィクサー。
とある事情から、クロトと出会うことを確信し、彼が入学する日を心待ちにしていた。
星術に関して、天性の才能を有する。特に星力総量は、新星学園ダントツのナンバーワンで、規格外の数値を誇る。その為、クロトに1度負けこそしたものの、未だ学園最強の星騎士と言われ続ける存在である。一方で、戦闘以外になるとアホの子。机仕事は苦手で、副会長のアナに頼りきり。しかし、明朗快活で行動力は高く、クロトに会長の座を譲った今も、彼女の言葉には逆境から皆を奮い立たせる&カリスマ性が宿っている。
アナ
声 - あまぐりむきこ
優秀な星力と頭脳を持ち、1年生ながら副会長として新星星徒会を支えている後輩天使。
当初は会計の役職に就いていたが、机仕事がまったくできないヴィーナスを手助けしているうちに、星徒会の誰よりも仕事をこなすようになってしまった。「じゃあ、アナを副会長にしちゃえ」というヴィーナスの鶴の一声で、副会長へと昇格した。1年生を副会長に据えるというのは、前代未聞の人事であったが、それでもアナの有能さなら無理もないかという感じで、意外にもすっぽり収まる。ヴィーナスの無茶振りはこれに限ったことではなかったが、アナにとって彼女に振り回されるのは割と楽しいものらしい。ヴィーナスに大量の仕事を押し付けられているが、終わった後には報酬の和菓子がもらえるため、アナ本人はいつでもウェルカムの構え。
詠野マトイ（よみの マトイ）
声 - 花猫のの
転入したクロトが最初に知り合った女の子であり、初めての友人。クラスメイトでもある。
尖った才能が集まる新星学園においては、目立つ特殊能力などを持っておらず、一見地味な存在に思えるが、実は何でも『普通』以上にこなせる高水準の総合能力を有する星騎士。しかし、本人はそれを自慢に思っておらず、自己評価は低め。星徒会には、1年生の終わりに次期会長が内定していたヴィーナスから、突然任命されて入ることになった。マトイからすれば、星徒会など縁遠い話と思っていたので、とても驚いたという。しかし、任命されたからにはその期待に応えようと努力するのが彼女。今日まで役目を投げ出すことなく、学園を代表する星騎士の1人として、最前線で戦い続けている。
奏サーシャ（かなで サーシャ）
声 - 如月萌音
星徒会でクロトを優しく迎える、3年生の先輩。自称『みんなのお姉ちゃん』。
「あらあら、うふふ♪」が口癖で、人の話を聞いているのかいないのか、よくわからないところがある。後輩を可愛がる性格のため、クロトのこともよく抱きしめようとしてくる。星徒会は次期会長を指名する権限を持つ。サーシャは3年生への進級時、次期会長としてヴィーナスを任命した。つまり、実はヴィーナスの前任、元会長である。クロトに引き継がれた『星徒会長のマント』は、ヴィーナスの起こしたデザインを元に、サーシャがその手先を活かして作ったもの。元はと言えば流星学園への対抗意識から生まれたものだったが、本家顔負けのクオリティに仕上がっているため、ヴィーナスの満足度も高い。

### 流星学園星徒会
星見フィオナ（ほしみ フィオナ）
声 - 月城黒魅
新星学園と対をなす流星学園の星徒会長。流星市国を統治する流星教皇の娘でもある。
問題児の多い流星星徒会を1人でまとめ上げるカリスマを持つ、星徒会長の鏡。使い魔のニャリオンを常に従えているが、ニャリオンは主と違って生意気。
その正体は5年前から昏睡状態に陥ってしまった本物の星見フィオナの双子の妹、星見エリシア。
桐原セーラ（きりはら セーラ）
声 - 夏野ぱいん
流星星徒会の副会長。前期の星徒会から継続で役員を務めている。
軽い感じのギャル風少女で、ちゃらんぽらんな口調をしているものの、人を気遣う能力はピカイチ。アクセサリ収集やおしゃれが大好きで、常に最新のトレンドを追いかけている。昔そろばんを習っていたため暗算が得意。
ルリエル
声 - 春咲さくら
流星学園の星徒会で会計を担当する天使の女の子。
やる気と元気に満ちたドジっ子ムードメーカー。天界からの留学生という看板を背負ってはりきっているが、空回りしてしまうことも多い。星騎士としては未熟な点も目立つが、星力の総量は非常に多く今後の成長を期待されている。
楠葉ユウリ（くずは ユウリ）
声 - 椎名みこ
流星学園の星徒会では、庶務担当で、人間と悪魔の間に生まれたハーフ。
勝ち気で男勝りな性格をしており、困ってる人を決して放っておけないタイプ。実は本心では『女の子らしくなりたい』とも思っており、ファッション誌などを参考に努力する一面も。同学年のフィオナとは親友の関係。
奏ソフィア（かなで ソフィア）
声 - 如月萌音
流星学園星徒会の書記で、部活動はフィギュア部に所属している。
魔界の極寒の土地で生まれたがとても寒がりで、真夏でもポンチョとマフラーと手袋を手放せない。新星星徒会の奏サーシャの妹だが、子供扱いをして甘やかしてくるため、絶賛反抗期中。しかし、お気に入りのポンチョは姉のお手製である。
ニャリオン
声 -
フィオナの使い魔。普段は戦闘力を封印している。
真名は神霊猫ニャメニア・ワールフリオン。その正体は3000年前の先代魔王に仕えていた使い魔で、大賢者と名乗っていた。

### ネビュラ
クラウディア・イルゼ・フォン・ゴットフリート
声 - 丸山アリス
星騎士とは別に、独自にリクリエ問題の対処にあたる組織『ネビュラ』総帥。
数百年に一度、魔女の森で生まれるとされる『光の魔女』の血族であり、その戦闘力は未知数。しかし『ネビュラ』の外の様子を知りたがったり、ハンバーグが好きだったりと年相応な一面もある。
セドナ
声 - 六條咲夜子
幼い総帥クラウディアに代わって指揮を執る、『ネビュラ』の実質的なボス。
その強大な力から『焔の魔女』と呼ばれる。組織の使命のためには手段を選ばす、情け容赦なく障害を排除する苛烈な性格の女性。
何でもそつなくこなすが、総帥であるクラウディアの世話には手を焼いている様子。
イニシュ
声 - 有田菜依
数千年以上眠っていた強大な魔女。
長い眠りのせいで記憶や感情が失われているが、リクリエやモンスターに対しては強い敵意を持ち、一度スイッチが入ると苛烈な戦闘マシーンと化す。マントから無尽蔵の闇を放出し、狼やドラゴンなどの魔獣に変える魔法を使う。
アイリーン
声 - 下仁田 ねぎ
ネビュラの戦闘員の1人。経験は浅いが実力は確か。任務の際は冷静だが、本来の性格は無邪気で好奇心旺盛。三界のものに興味津々で、プライベートでは星騎士にも友好的に接する。
使い魔のフクロウはミネルバという名前で、長年ともにいる親友。
ウェンディ
声 - 一ノ瀬あき
魔女でありながら「お金は人類最大の発明」と豪語するエコノミスト。ネビュラの資金を管理するお金の天才。魔女の森を追放されかけたところをセドナに救われたことからセドナを強く尊敬している。
水の鏡を生み出す魔法を持ち、鏡像を使役する。
カヤ
声 - 一ノ瀬こまち
ネビュラ所属の斥候。基地の見張りや偵察、危険物の回収などを任務としている。小さい頃からネビュラに属してきた生粋のエージェント。逆に任務以外のことは苦手で対等なコミュニケーションを知らない。
陽炎を操り、隠密行動をとる。
ツェツィーリエ
声 - 香住優空
ネビュラの研究班所属の魔女。自身の探求心と好奇心を満たすことを第一とするマッドサイエンティスト。
魔王に強い関心を持ち、ハイテンションで距離をグイグイ詰めてくる。
ウェンディとはネビュラの同期。だが研究で資金を使うため、ネビュラの財布を握る彼女とは犬猿の仲。
緋宮リノ（ひのみや リノ）
声 - 霧宮あおい
クロトの背中をいつも優しく見守る『お母さん』。
その正体は、元ネビュラ所属の『魔女』であり、魔法と星術の両方の知識に長けた研究者。
そう――つまりクロトとは、血が繋がっていない。
しかし、クロトのことは目に入れても痛くない程に可愛がっており、本当の息子のように愛している。
基本的に仕事もできて家事万能だが、料理だけが致命的に下手。
味覚にあまり興味がない倫理畑の人物なので、作る料理の栄養価は高いが、味はあまりよくない。セロリなどの栄養価の高い食材を好む。
クロトは母の料理は「味はよくないけど、食べると体調が良くなる」という理由で好物としている。(味は好みではないが、心から母の料理が大好き)

### 守護天使
マグダレナ
声 - 花園ゆぁ
領域を司る守護天使、《境界》のマグダレナ。
本来は天界・人間界・魔界の境界を守る任についているが、義体を得たことでクロトたちのサポートができるようになった。
リクリエを止めるための活動の傍ら、お菓子を食べたりテレビを見たりと人間界の暮らしも満喫中。
アルモタヘル
声 - 秋本ねりね
女神が生み出した6柱の守護天使の1柱。
本来はフィーニスの塔を守る門番だが、現在本体は何者かによって魔界に封印されている。
アナとアニマが共同で開発した依り代を使い、分身を宿らせることで人間界に現界した。依り代には食事など生物に必要な機能が備わっており、そのおかげで守護天使ではできないことも経験できるようになった。
《命脈》のアルモタヘルは“種族”を司る守護天使である。もともと、自身が守護する三界に生きるすべての者への博愛の精神を持っていたが、長すぎる寿命と高次存在ゆえの高すぎる視座から、「個人」という概念を深く理解はしていなかった。しかし、肉体を得てクロトたちと交流を得たことで、種としての人間、天使、魔族ではなく、ヒトの営みをより深く理解していくことになる。
セシア
声 - 姫原ゆう
ヴィーナスが道で拾ったという、謎の天使。
小さい体に反して、その戦闘力は凄まじく、ビームを放つ『小妖精』を無数に呼び出して、敵を取り囲んでの全方位攻撃で、自身に近付けさせぬまま制圧する。
幼げな見た目だが、落ち着いていて、大人びた口調で話す。また、裏表のない素直な性格で、相手の悪いところを受け入れる寛容さを持っている。
しかし、出会った相手を何故か『ママ判定』し、『ママ認定』すると実際にママと呼んで子供のように甘えたがる一面があり、その振り幅には思わず同一人物か疑ってしまう程。
ちなみに、ママ認定は途中から更新される可能性があり、その際にはそれまでが嘘のようにコロッと態度が変わる。
その正体は蓄積を司る守護天使の1柱《万成》のアウクセシア。
市倉環（いちくら たまき）
声 - 西園かなえ
流星市国で生まれ育った天使で、クロトが新星学園に転入する前、苦楽をともにしていたバイト仲間。
種族や性別問わず誰とでも仲良くなれる性格で、周囲から恋人と間違われるほどクロトとも仲がいい。しかし星騎士としての実力は普通。プリマステラになるのが現在の目標。
その正体は流転を司る守護天使の1柱《円環》のラクシャ。
パテル
声 - 有田菜依
紀余曲折を経て肉体を得た守護天使・《試練》のパテル。
淘汰の摂理――つまり死を司る守護天使で、死神を自称することも。
いつもふざけていてちゃらんぽらんな性格をしているが、守護天使として厳格な一面を見せることもある。積極的に他者を助けることはないが、受けた恩は返す主義。
オオヒメ
声 - hayato
封印されていた六柱の守護天使の最後の一柱《天恵》のオオヒメ。
『普遍』の摂理を司り、日の光や大気、重力など、世界にあるべきものを行き渡らせる役目を持つ。
その役割のため真面目な性格をしているが、一度傷つくと中々立ち直れない一面もある。
芸術や芸能が好きで、深い関心を持つが、ストイックさゆえに要求レベルも高い。
また、今まで守護天使として三界と距離を取っていたため異性に耐性がなく惚れっぽい。

### 九浄家メイド隊
天ヶ崎ヨミ（あまがさき ヨミ）
声 - 猫田かな
九浄家メイド隊の1人で、大聖堂カフェテリアで『任務管轄係』を担当している看板娘。
九浄家メイド隊のメンバーは、放課後になるとお屋敷や学園施設で働くことになるのだが、ヨミはその高いコミュニケーション能力を買われて任務管轄係に抜擢された。
ヨミの実家、魔界にある『天ヶ崎神宮』は3000年の歴史を持ち、その最初の宮司は前回のリクリエを鎮めたクルセイダースの一員だった。その初代宮司が使ったと言われている『破邪の鈴』が、ヨミの武器である。これまで、初代以外は誰も契約者と認めなかった破邪の鈴が、ヨミを後継者に選んだのだった。
そのことから九浄家に食客としてスカウトされたのだが、真面目なヨミは「仕事もしない居候にはなれない」と、住み込みメイドとして働くことを提案。新星学園に入学して、今に至る。
せつな
声 - 八ツ橋しなもん
九浄家メイド隊に所属する、明るく陽気な忍者娘。
甲賀の山奥に存在する最後の忍者の里、「紫桜（しおう）の里」出身。かつて里にアステラの被害が出た際、九浄家が復興支援を行っており、その恩を返す為に住み込みでメイドとして働いている。
友達とのお喋りが大好きで、賑やかだったり楽しそうなところを見つけては、すぐに会話に混ざろうとする。気配を殺し影に忍んでいても、楽しそうな会話を聞くと我慢出来ずにすぐに姿を現す。クラスメイト曰く、『全然忍んでいない系忍者』。
また、天然で『房中術』が得意だと恥ずかしげもなく公言し、人と接するときの距離感も異様に近い。クロトの隣に座るときもよく密着するような距離で隣に座ってきたりするが、本人におかしなことをしている自覚はない。
藤岡閃（ふじおか せん）
声 - 北見六花
九浄家メイド隊の1人で、ヴィーナスの身辺警護を担当しているメイド剣士。
おっとりとした性格で、ヴィーナスに対しては深く尊敬の念を抱いている。
が、忠義を通り越して恋愛感情の域にまで達しており、警護と称してヴィーナスのストーキングを行っている。
この為、ヴィーナスが入れ込んでいるクロトに対しては複雑な感情を抱いており、嫉妬で焼き餅を焼くこともしばしば。
生まれつきの異能で『予測の星眼』と呼ばれる特殊な目を持っている。これにより閃は、約3分先の未来までを『予測』して視ることができる。
この目と得意の居合術が合わさることで、まさに必殺というべき不可避な一閃を放つ。
羽宮蘭美（はねみや らび）
声 - 皆月恋
歴代最年少で九浄家メイド隊のメイド長を務める、飛び級の天才少女。
魔界のウサギ系魔族が多く住むラバン地方出身で、その土地を治める貴族『羽宮家』のご令嬢。
昔、実家でメイドとして雇われた元星騎士の人間女性に憧れ、世界一のメイドになることを志すようになった。
メイドとしての実力は世界トップクラスで、3年に1度開催されている世界最高のメイドを決める大会『メイドオブメイド(MOM)』に1年前出場し、最年少で準優勝という成績を残した。
学園にスカウトされた際、本来は流星学園附属校の 1年生として入学するはずであったが、破天荒な彼女は飛び級を希望。特別試験を受けて見事合格し、新星学園2年生として入学を果たしている (現在は進級し、3年生)。
長篠美鶴（ながしの みつる）
声 - 花園ゆぁ
九浄家メイド隊の1人で服飾のスペシャリスト。
魔界の出身で、ヘレナにその腕を見込まれて自身のファッションブランド専属のパタンナーとして雇われた。
見た目はダウナーな若者といった印象だが、その実職人気質で熱い想いを秘めている。
冷めているように見えるが人付き合いはよく、誘えば基本的に来るタイプ。

### 星見家メイド隊
上月キリカ（こうづき キリカ）
声 - 藍沢桃音
フィオナに仕える星見家のメイド隊の現トップ。
冷静沈着にして完ぺきなメイドであり、掃除などのメイド業務だけでなく、星騎士としての実力も非常に優秀。『上月神闘流』と呼ばれる拳法をマスターしておりモンスターの大群も顔色ひとつ変えず殲滅する。
唯一の弱点はクモ（とクモ型のモンスター）。
マリオン・ネイマール
声 - 陽宮もみじ
星見家メイド隊のベテランである、美人メイド。
物腰柔らかく丁寧で、淑女的な喋り方をするが、その一方で胸元を大きく開けたメイド服を着用したりと、妖艶な雰囲気も持ち合わせている。
大の女の子好きであり、可愛い女の子と出会った際にはナンパして口説くのがお約束。本気かつ言葉巧みであることから、コロッと流されそうになる女子が後を絶たない。
12年前、流星学園に通っていたOGであり、実は当時、星徒会長を務めていた実力者。トワ先生とは星徒会で同期だった仲で、今もよく一緒にお酒を飲みに出かけたりする。
固有の能力で『人形縫製』を有しており、自動で動く人形を複数作り出すことができる。人形は、時間さえあれば幾らでも増やし続けることが可能で、数で圧倒する物量戦術は非常に強力。
ナミエル・クレシェンテ
声 - 夏野ぱいん
星見家メイド隊のクールなお掃除担当メイド。
流星学園の附属生で、学園では美化委員会に所属しており、戦闘後の後片付けもこなしている。男性に対して潔癖なところがあり、クロトにはいささか手厳しい。
戦闘でも得意の掃除術でモンスターを一掃する。
フェニエル
声 - 栗栖川ありす、猫村ゆき
クロトが御前試合を終えて会長に就任した、その少し後にやってきた『もう1人の転入生』。
北海道出身の孤児院育ち。孤児院のある村では、昔から『フニ』という愛称で可愛がられていた。
ある日、フニは街へと買出しに出かけた際、トラックにひかれそうな子供を目撃。とっさに子供を庇って、車道に飛び出してしまう。庇った子供は無傷で助かったが、フニは大怪我を負ってしまった。それから彼女は三日三晩目を覚まさず、その間、彼女の体は星力の蒼い炎に包まれた。やがて天使族の特徴である、羽根とヘイローが出現。目覚めた際には、これまで一切使えなかった強力な星力が体に宿っていた。そこで初めて彼女は、自身が天使であったことを知り、流星学園からスカウトを受けることになる。

### その他新星学園関係者
梨緒・A・クリステレス（りお あがさ クリステレス）
声 - 赤丸いくら
アポロとギエルとの戦いが終わった後、新星学園に突如やってきた転入生。
転入直後に「魔王クロ卜を倒す」と宣言し、御前試合を挑む。
星騎士として高い実力を持つ一方、フィオナのことを「エリシア」と本名で呼ぶなど謎が多い。
クールで凛々しい印象を与えるが、実はメンタルが弱く傷つきやすい。
姫咲メルエル（ひめさき メルエル）
声 - 月白まひる
昔、クロトが一緒に遊んでいた、幼なじみの天使。
10年前、メルエルは両親と共に半年ほど、流星市国に住んでいた。クロトと出会ったのは、大聖堂の日曜に行われているミサに参加した際のこと。真面目にお祈りをする子供はほとんどいない中、素直にシスターに倣って手を合わせるクロトは、天使であるメルエルの目にも特別に映った。
それをきっかけにメルエルの方から話しかける。2人は仲良くなり、毎週日曜日にミサとその後の時間だけ、一緒に遊ぶ友達になった。メルエルが天界に帰る日、大きくなったら学園へ入学して再会することを約束しあった。
実は、クロトを初めて見た時から一目惚れをしており、片想いし続けている。直接口には出せないでいるのだが、素直かつ天然である為、周囲にバレバレなくらい好意がだだ洩れ。
アニマ
声 - 春乃いろは
自称『購買部の看板娘』『美少女天才錬金術師』と胡散くさい肩書きと喋り方をする３年生の先輩。しかし、その実力は本物で、新しい理論や効果の確かな新薬も複数生み出すことに成功している。
元々は有名な錬金術師の元に弟子入りしており、12歳の頃に、師匠がもう教えることは何もない、と免許皆伝を与えてしまうほどの天才であった。その後、独自に工房を立てて研究を続けていたが、研究室に閉じこもっていても新しい発見や出会いがないことに気づき、学園へ入学することにした。
日々発明し続けている怪しい薬の数々は、効果はすごいが、何かしら副作用があることが多く、学園屈指のトラブルメーカーでもある。
一方でマグダレナ等の守護天使が人間界で活動するための魂の器『物理アバター』をアナとの共同研究で作り上げるなど、対リクリエの心強い存在。
詠野トマル（よみの トマル）
声 - 九十九紫
清楚でお淑やか、いつも儚くて優しげな微笑みを絶やさない、大和撫子を体現したかのような美少女――にしか見えない、マトイの『弟』。
マトイのような『普通の女の子』に強い憧れを抱いており、『女の子としての可愛さ』を本人なりに追及、そこに性別が男であるがゆえの自信の無さ、謙虚さが合わさることで、1周回って『普通ではない美少女』が誕生してしまった。
実は、マトイが『普通じゃないこと』に憧れやコンプレックスを抱くのも、トマルが一因。とはいえ、その嫉妬心を相手にぶつけたりはせず、姉弟仲は良好。「どうすれば、綺麗になれるのか」「どうすれば、女の子らしくなれるのか」を情報共有しあって、お互いを高め合うような関係になっている。
トマルもマトイも、実力に対して自己評価が極端に低いあたり、『似たもの姉弟』と言える。
有明トワ（ありあけ トワ）
声 - 木ノ下やや
新星学園の教師で、クロトの所属するクラスの担任を務める。大人には見えない小さい身なりで、生徒達からは『トワちゃん』『トワちゃん先生』と呼ばれることが多い。
小さい容姿なのは、トワの持つ特殊体質――癒しの星力によるもの。自分の体を持続的に、絶えずヒールし続けている為、成長が遅く、未だ大人になりきれていない。
本人はまあまあ実年齢を気にしており、外見に合った若々しい振る舞いをしている、しかし、たびたび素が漏れていて、大体の生徒達にはキャラを作っていることがバレている。
教師としての専門は『星体力学』。星力と人体の影響を調べる学問であり、その知識は若い星騎士達の大きな助けとなっている。
紙屋敷モネ（かみやしき モネ）
声 - おと町
新星学園の図書委員。
本は友達と語る、人並み外れた本オタク。ほんの気持ちがわかるらしい。基本的には引っ込み思案な性格だが、本のことになると熱くなって語りすぎてしまう。
実家は資本家で、実はお嬢様。
ウィステリア
声 - 有田菜依
新星学園図書館の司書。
親切で面倒見がよく、歳が近いこともあって生徒たちから慕われている。しかし異性に対する免疫がなく、ちょっとしたことでドキッとしたり、つい恋の妄想をすることも。
本人は話したがらないが、実は流星学園のOG。
渋谷リーリア（しぶたに リーリア）
声 - 生島公
御前試合を見て一目惚れしたと言って、クロトにたびたびアプローチしてくる後輩女子。
が、それは星徒会長としてのクロトに近付く為の打算的な行動であり、『可愛い私』を自覚していて効果的に売り込むのが目的。
初対面の際に、クロトには通じなかったことでむしろムキになって、あざとい言動をよく取り、自身のプライドをかけて可愛い後輩アピールを繰り返している。一方で、星騎士としては優秀であり、『魔弾生成』という他にはない固有の能力を有する。リーリアは自身の『想い』を力に変換して魔弾に込めることができ、その想いの種類によって、魔弾は様々な色に輝く。
必殺級の術を、事前に何発もストックしておくことが可能という、非常に強力な能力である。。
妃竜院マハムート（きりゅういん マハムート）
声 - 乙葉紅
新星学園の学生寮、『ラルーナ』の寮長。寮生達からは『マム』という愛称で呼ばれ、慕われている。彼女に対する返事は『イエス・マム』。
魔界の中でも希少な竜族の家系であり、古から存在する名家『妃竜院』の長女。父親が星力を持っていなかったことでマハムートが次期当主に選ばれ、当主の座を狙っていた親類からは悪意を向けられながら育つ。父親との仲は良好だが、この件についてはよく謝罪される。生まれながらに強大な星力と固有の星術である『引力操作』を有し、当主としての実力も十分。
学園においても、ヴィーナスと果たしてどちらが強いかとよく語られる、最強クラスの実力者。新星寮に対しては、実家と違って悪意が無く、向上心に溢れる場所として、愛着を抱いている。サーシャの会長時代、星徒会にスカウトされたこともあるが、寮長になることを選択し、断っている。
イクシリオン・グレゴール
声 - 桃山いおん
上品で礼儀正しい、どこに出しても恥ずかしくない清楚なお嬢様。
しかし本当はいやらしい妄想ばかりしているむっつりで、どこに出しても恥ずかしい女の子。
炎を帯びた大剣を自在に使いこなす、手練れのプリマステラでもある。
愛戸レミカ（あいど レミカ）
声 - 真壁由依
クールな立ち振舞で『自立したカッコいい女子の理想』として君臨し、国内にとどまらず、海外まで知れ渡る現役のトップアイドル。
自身が星力をもっていることから、歌で世界を救えるような、最強で最高の、完全無欠のアイドルを目指している。最近、少し自分の方向性に悩んでいる。
デビュー曲『ブリッツアイドライザー』は、レミカの代表曲として定着していたが、その雰囲気が非常にアーティスティックで、あまりアイドルっぽくはない。今あるイメージを打破し、子供の頃に夢見た『アイドルらしいアイドル』を目指したいレミカは、「きっと今の自分だけでは現状を変えることはできない」という答えに行き着く。
現在は、自分とユニットを組んでくれる仲間を探している。
メイプル
声 - 春咲さくら
自らの手でリクリエを打ち倒し、新たな魔王に君臨する野望を公言する、自称『妹魔王』。
出会う前は、有力な魔王候補と聞いてクロトのことをライバル視していた。しかし、ひと目見て、気に入ってからは、一緒に『兄妹魔王』になろうと誘ってくるようになる。
実は3000年前、魔王ラクシスと共にリクリエを阻止した、クルセイダースの子孫。学園へ来る前は、魔王の血を引き、頽廃都市キュリオスを統べる魔界の皇紀『煌嶺(コウレイ)』に仕えていた。
思春期特有の病を患っているため、ダークヒーロー的な魔王をカッコいいと思っている。強気な態度に見える一方、1人っ子なので『お兄ちゃん』が欲しいという願望がある。その為、素直な言い回しはしないが、クロトに懐いてからはやたらと甘えたがる素振りを見せる。
天桐ヒヨ（あまぎり ヒヨ）
声 - 九蓮ほう子
下町の「天桐神社」の一人娘で、神社では巫女をしている。
ちゃきちゃきの江戸っ子で、意地っ張りでせっかち、けんかっ早い性格。
地元愛は人一倍で、地域のみんなを守るために星騎士になった。
得意の神楽舞で味方を癒すことができる。基本的にサポートに回るが、自分でぶん殴りに行くこともある。
ミルフィー・インセント
声 - 歩サラ
クロトとマトイのクラスのクラス委員長。
人が良く親切で、みんなから頼られる委員長でありながら、実は優秀なプリマステラでもある。
マグダレナの神殿を管理する一族の出身で、マグダレナと対面した時は感激していたが、想像していた雰囲気と違って困惑している。
シルヴィ・グリムランド
声 - 百合本花
サーシャが星徒会長だった頃に副会長だった星騎士。
明るく前向きな性格で、星徒会内ではムードメーカーを担っていた。
星徒会を引退した後は、留学という名目で世界の流星学園分校を回り、星騎士見習いを指導してきた。
両手に持ったメイスに雷をまとわせ、打撃を叩き込む豪快な戦闘スタイルが特徴的。
ベアトリス・シェイド
声 - 逢真井もこ
1人で頑張る梨緒を放っておけなくて選挙管理委員会に入った優しい女の子。
「大交流」によって年度途中に魔界から転入してきた。
控えめな性格だが、とても親切で、決して誰かを見捨てることはしない。
ソフレとは別の家系だが、吸血鬼の一族の出身。
散乃ナターシャ（ちるの ナターシャ）
声 - 餅井もも
年度途中に天界からやってきた転入生。
聖庭園の裏の任務を遂行するエージェントで、魔王が世界を滅ぼすようなら消せと命令されている。
そのため緋宮クロトを監視する目的で選挙管理委員会に入った。
同郷のメルエルとは幼馴染。時折メルエルに意味深な視線を向けることも。
ジェラルド・セイファート
声 -
新星学園の学園長。
アニュラス・セイファートの父親。
妻は戦姫と呼ばれていた魔族で、戦闘中に行方不明となり死亡したものとされている。
九浄ヘレナ（くじょう ヘレナ）
声 - 日向美紅
名家として名高い九浄家·現当主。
敏腕事業家として流星市国に名を轟かせる傍ら、近年設立された新星学園の理事長も兼任している。
ヴィーナスにとっては母代わりの存在でもあるが、そのヴィーナスをしても未知数の部分が多い。
九浄メイド隊の和風メイド服は自らデザインした。
『ティンクル☆くるせいだーす』に登場する同名の人物とは別人。
十六夜シノ（いざよい シノ）
声 - 奏雨
星騎士たちと同年代ながら、新たに新星学園の学園長に就任した才媛。元々は経営者として手腕を振るっており、ジェラルド・セイファート亡き後の新星学園の立て直しのため、九浄ヘレナに声をかけられた。
柔和な雰囲気ながら冷静で合理的な思考の持ち主。仕事では非常に有能だが、私生活では少し抜けた一面を見せることも。

### その他流星学園関係者
エスメラルダ・シーメイン
声 - 西園かなえ
流星学園所属の数学教師兼分析官で、リクリエに関する様々なデータを解析している。
趣味が仕事と言えるほど没頭しており、職場に泊まることも日常茶飯事。しかし私生活ではおっとり天然なお姉さん。
音楽も趣味で、ハープの腕は一級品。
プリムラ
声 - 香住優空
不敵な態度で、クロトに「我が眷属になれ」と迫る自称『悪の終末兵器』。
それは決して嘘ではなく、彼女の正体は、ロストアイテム『賢者の石』を核として作られたリクリエを引き起こす為の終末兵器『メルクリウス』。
1年前、何者かによって流星市国に投入されたが、そこに不運にも居合わせたサチと交戦。封印のロストアイテム『星の鎖』で力の大部分を封印され、リクリエの危機は未然に阻止された。その後、サチの上申もあり、彼女は『プリムラ』と新たな名前を与えられ、学園の監視下に置かれることとなる。
体は流体金属で構成されているが、賢者の石が元であることから、性質や質感など自在に変化可能。その為、金属というイメージに反し、プリムラの体は普通の女の子以上にぷにぷにもちもち肌である。
白詰サチ（しろつめ サチ）
声 - 星リルカ
本校より若い生徒達が通う『流星学園附属校』において、最強の生徒会長。その実力から、特別にプリマステラとしての権限が与えられている。
最強と呼ばれる要因の1つは、サチが生まれながらに持つ特殊な『幸運体質』にある。異能レベルで幸運に恵まれており、サチが何かをしようとすると、事態が高確率でラッキーな方向へ転ぶというもので、研究機関が確認したところ、固有の星術の1種であることが判明した。
明確な発動条件は定まっておらず、サチ自身にも完全な制御が難しい力であり、まさにそういう体質であると言える。
真面目なサチは、運任せにすることを良しとせず、『人事を尽くして天命を待つ』がモットー。世界最強の星騎士を目指しており、最良の結果を求める為の努力を惜しまず、鍛錬に励んでいる。
染井シズハ（そめい シズハ）
声 - 吉野クレハ
サチとプリムラの前に現れた、新たなる魔法少女。流星学園附属校の転入生として、サチと同じクラスに所属することになる。
元々は病弱な体であり、1年前には余命宣告まで受けていた。そんな中でロストアイテム『願いの聖杯』を拾い、融合したことによって、病気を克服。退院して、更には変身して戦う力を手に入れた。
元病弱であったことに反して、明るくアグレッシブな性格で、親しい相手には勝ち気な素顔を見せる。その為、黙っていれば『薄幸の美少女』な外見とのギャップに驚く者も少なくない。
尻フェチであり、初対面であってもやたらと他人の尻を触ろうとしたがる。そのストライクゾーンは性別を問わず、クロトの尻も気に入っている。
千園寺ヒルディオーネ（せんおんじ ヒルディオーネ）
声 - たくみみえ
天使と人間のハーフであり、流星市国の名家『五名門』の1つ、『千園寺家』の次女。
千園寺家は、主に『宇宙開発』の企業『千園寺ギャラクティック』によって大きくなった一族。また、有名な星騎士を何人も輩出してきていることでも知られ、母親、長女共に天才と謳われた星騎士家系である。
ヒルディオーネはその姉と比較されながら育った。星騎士の才能に関しては、姉と比べて特殊な星術も持たず、そもそもの星力総量が少なく、両親からは無理して星騎士になる必要はないとまで言われ、幼い頃から劣等感を抱いていた。
それでも決して折れなかった彼女は、努力の末に、星力が大幅に成長。武器と戦闘服が進化を果たし、ついには固有の星術を発現させるまでに至った。生徒達からは『努力の天才』と称され、学園を代表する星騎士の１人として、深く尊敬を集めている。
アニュラス・セイファート
声 - 森中りんご、一ノ瀬こまち
流星学園の入学試験において、ぶっちぎりの成績を収めて主席となった、1年生の仮面女子。
父親は新星学園の学園長『ジェラルド・セイファート』その人。流星学園は父が学んだ母校である為、そちらに入学することを選んだ。
主席入学した際、星力を高める『仮面』が学園から贈呈された。この仮面はセイファートが現役時代にも使っていたもので、娘への贈り物でもあった。本来であれば星力を高めるために戦闘中に付けるものだが、父からのプレゼントとして、普段からずっと付けている。
というのも、アニュラスは相当なファザコンだからである。普段から仮面で目元を隠し口数も少ない為、周りからは少し近寄り難いと思われてしまっているのだが、それでも外そうとしない。そんな感じで、実は日常生活においては結構ポンコツな子だったりする。
桜十路エルデリーゼ（さくらじゅうじ エルデリーゼ）
声 - 隼一華
流星市国の五名門『桜十路家』の分家筋に当たる、正真正銘のお嬢様であり、優秀な星騎士。
箱入り娘として育ったため世間知らず。
流星寮で暮らし始めてから抑圧の反動が出たようで夜な夜な無断外出をしてしまう困ったー面がある。
同級生の白楯アムとはライバル関係。
クーシェン
声 - 猫村ゆき
魔界で悪党退治してところをマリオンにスカウトされ、学園に連れて来られた、小さな星術使い。
その正体は、西遊記で有名な『孫悟空』の生まれ変わり。魔界の花果山にある岩の中で眠っていたところ、オペレーション・ペンタグラムの余波を受けて目覚めることとなった。
生前の記憶は全く残っておらず、自身は孫悟空とは別人であると認識している。
記憶がない影響で、精神面も見た目通り幼く、悪戯好きの子供のような性格。
武器は、前世から愛用する、持ち主の意のままに伸縮する『質量無視』の能力を宿した『如意棒』。
物理法則を超えて、大きさや重さを自由自在に変化させることができる。
そのほか『金斗雲』を呼び出したりと、生前の星術を生まれつき扱えるが、実は忘れてしまっているものも多く、今後の成長が期待される。
トレジアンナ
声 - 花園ゆぁ
サチを魔法少女に指名して、一緒に活動していた喋るロストアイテム『精神の水晶』――その中に封印されていた、自称『先代魔法少女』。
その正体は、森羅歴以前の時代を生きていた古き『魔女』。
当時、光の魔法を除くあらゆる魔法を習得していたことから、『蒐集の魔女』という二つ名で呼ばれ、天才魔女として有名であった。
しかし、魔女の森という閉鎖的コミュニティが性に合わず、『はぐれ魔女』として三界を旅しながら、二つ名の由来でもある収集癖によって、ロストアイテム収集と研究を行っていた。
後にロストアイテムから発生する『マイナスエネルギー』と、それの蓄積による暴走の可能性に気づき、回収を急ぐが、その最中に事故でロストアイテムへ封印されてしまい、現代で目覚めるまで長き眠りについていた。
白夜院ラティエ（びゃくやいん ラティエ）
声 - 七瀬ぱんだ
私立流星学園・学園長。
責任ある立場の人間ながら、普段はもっぱら三界を股にかけて放浪している自由人。
戦いを好み、各地で強者と相まみえることを喜びとしている。得物である聖雷剣バラクィエルは、かつて三界の古代遺跡で手に入れたもの。

### コラプサー
キサナ
声 - 月城黒魅
突如流星市国を襲撃した「コラプサー」の一員。
星力を打ち消す特殊な力を有しており、星騎士にとっては天敵といえる存在。
魔界の中でも特に治安が悪い地域で生まれ、汚れ仕事で生計を立ててきたため、”正義の味方”である星騎士を嫌悪している。
火憑リーナ（ひづき リーナ）
声 - 月白まひる
クロトの前に突然現れた、妹を名乗る女の子。
クロトのことを本気で兄と思い込み、抱きついたり一緒に遊ぼうと誘ったり、全力で甘えてくる。しかし兄であることを否定しようとすると並々ならぬ殺気を向けてくる。
コラプサーの一員であり、外見に似合わない凶悪な戦闘能力を持っている。
ヴァレリー・スチュアート
声 - 八ツ橋しなもん
美を愛していると語る、優雅な物腰の少女。
星騎士に敵対する組織『コラプサー』の一員。
世界を救うために戦う星騎士の姿を美しいと感じている一方、美しいものが穢されることを何よりも好む異常嗜好者で、歪んだ愛の持ち主。。
粗暴なキサナ以上の危険人物と言っても過言ではない。
イングリット・ハンゲイト
声 - おと町
コラプサー所属の戦闘員。
強者と戦うことのみを目的としており、星騎士と戦うためにコラプサーに入った。戦いのためなら手段を選ばず、一般人を巻き込むどころか仲間を差し出すことすら辞さない。
天界の武闘都市ウリルの出身で、新星学園のフランとは同郷である。
ジュリエッテ・ハルヴイーノ
声 - 猫田かな
コラプサーの一員ながら、敵にも礼儀正しい少女。
しかしその裏では相手を利用することを考える腹黒い一面も。ただし詰め甘く自分の首を絞めることもしばしば。
魔界のシャリオン地方で大きな権力を握る“シャリオン十貴族”の出身で、シャルレーヌとは敵対する間柄。
メテオラ・リュクセル
声 - 文月なお
コラプサーの所属で、ミサイルやグレネードで周囲の物を手当たり次第に吹き飛ばす破壊魔。
根っからの悪人ではないものの、コラプサーに「星騎士は悪」と吹き込まれており、悪い星騎士を倒すために戦っている。
生まれながらに怪力を持っており、手にするものをすべて壊すことから、幼い頃から周囲に恐れられていた。
エンジュ・クロライカ
声 - 桃山いおん
新星学園を襲撃してきたコラプサーの1人。
星騎士に強い恨みを持っており、コラプサーに与するのもそれが理由。
同じコラプサーのメテオラとは仲が良く、連携して星騎士を追い詰める。
武器のガントンファーは、近接武器に射撃装置を組み込んだものであり、中距離の攻撃手段として有用な他、接近戦でも奇襲に使われる。
百目騎レイラ（どうめき レイラ）
声 - 有田菜依
コラプサーのボスにして、流星市国の五名門のひとつ・百目騎家の1人娘。
百目騎家の本家はすでに没落しており、その再興を目指している。
今まで戦ってきたコラプサーの面々とは裏腹に、いつも物憂げな表情を浮かべ、儚い雰囲気をまとっている。
コラプサーの中でもその力は一際強力で、マイクロブラックホールを生み出すことが可能。
ブラックホールに触れた物質は圧縮·消滅させられる。

### その他の勢力
アポロ
声 - 栗栖川ありす、一ノ宮葵
世界を救うヒーローを名乗る謎の少女。
ヒーローらしく超絶ポジティブな性格。魔王を悪とし、主人公を打倒することを目標に掲げ、幾度も挑んでくる。
ギエル
声 - 水樹空
アポロへの絶対の忠誠を誓う執事。人間。
アポロの行動を手放しに称賛する。自身が非力なことを自覚しており、戦闘ではアポロのサポートに徹する。
トリシャ＝アポテレスマティカ
声 - 文月なお
魔界レゾフで占星術師として生活する魔族の少女。
星騎士として鍛錬を積んでいないにも関わらず、星術を扱うことができる異例の存在。怪しい言動や行動が目立つが、コミュニケーション下手なだけであり、思いやりのある優しい子。同年代の友達がたくさん欲しいと思っている。
トリュファイナ
声 - 乃葉奈
約三千年前に没した「光の魔女」。
クラウディアの先代にあたる存在。
再生の魔法に長けており、魔女の森にはいくつもの逸話と伝説が残っている。ただし、割と盛られたエピソードも多いらしい。
先代の「魔王」と深く関わりがあるようだが……？

## 用語
星騎士（スターナイト）
主人公と共に戦う、魔物に抗う力をもった戦士。
ロザリオの力で変身し、霊力や魔力でモンスターと戦う。その大半が学園に在籍する学生。
星力（せいりょく）
星騎士の扱う力。極一部の例外を除いて若い時にしか使えず大人になると衰えていく。
リクリエ
異常気象やモンスターを発生させ世界を破滅させる超常現象。
クルセイダース
3000年前にリクリエを退けた英雄。
ロストアイテム
3000年前以上から存在している、特殊な力を持つ道具たち。長らく活動を停止していたが、リクリエに呼応してか最近目覚め始めている。意志を持ち自律行動するものもあり、「使い方次第では世界が終わる」とまで言われる危険性を持つ。
DISC（ディスク）
携帯型の通信情報端末。星騎士専用のアプリなども開発されている。
アステライト
通称アステラ。モンスターの巣のような亜空間。モンスターが現れるだけでなく、周囲の空間が歪んでおかしくなる『バグ化』という現象も発生する。
ネビュラ
星騎士とは別に、独自にリクリエ問題の対処にあたる魔女の組織。総帥はクラウディアだが、指揮はセドナが執っている。
コラプサー
星騎士に敵対する組織。コラプサーとは崩壊した星のことで、ブラックホールの別名。
五名門（ごめいもん）
流星市国内で大きな力を持つ五家、それぞれが専門の分野を司り都市の運営に深く関わっている。現時点で言及されているのは九浄家(人材)、桜十路家(食品・流通)、千園寺家（宇宙開発）、百目騎家（半導体）。
水着フォーム
夏合宿中にリゾート結界内に複製された疑似守護星と接続した時、着ていた水着がそのまま戦闘服と化したもの。
露出度は高いが、星力による防護膜によって本来のものと同等以上の防御力が確保されている。水中での機動力に優れており、水中でも呼吸できる能力を有しているほか、夏の結界から生まれたせいか寒さにも強い。

## 地名・施設名
新星学園（しんせいがくえん）
クロトが転入する、リクリエ阻止を目標とする『星騎士』養成に特化した学園。学園が設立したのもつい最近で、星騎士たちの学力や星力を鍛える為の最新鋭の設備がそなわっている。
流星学園（りゅうせいがくえん）
新星学園と対を成し、同様に星騎士育成を目的とした学園。その起源は古く、前身となる星騎士育成機関の時代を含めると3000年近い歴史と伝統がある。人間界における、対リクリエの総本山とも呼ぶべき場所。
大聖堂（だいせいどう）
新星学園と流星学園の共有区域に建つ礼拝堂。太陽の壁画と呼ばれる有名な美術品が飾られている。両学園の学生が自由に立ち入ることができる為、カフェや購買、クエストの受付といったスペースも併設されている。
流星市国（りゅうせいしこく）
日本の中にある、教皇の治める独立国家。昼夜問わず、流れ星が多く見られる土地柄に由来する。流星学園、新星学園を中心とした学園都市でもある。
フィーニスの塔
流星市国にそびえ立つ謎の建造物。人間が住む『人間界』、天使・神の住む『天界』、魔族の住む『魔界』の三界すべてに存在しているが、その機能は不明。入口は固く閉ざされ、内部を調査することも厳しい。

## 期間限定イベント
ストーリーイベント、討伐イベント、ボックスガチャイベント、アイテムイベント、チャレンジイベント、裏フィーニスの塔、ワールドレイド、総力戦イベント、ワールドアイテムドロップイベントの9種類が存在し、イベントごとにタイプが異なる。
イベントアイテムを集めたり、ボスを撃破することによって、期間限定の報酬を入手することができる。2024年6月11日より新アイテム『メモリーフィルム』を消費することによって過去のイベントストーリーを開放可能になった。同様に『メモリーメダル』を交換所で使用することによって、報酬キャラやピースの入手も可能になった。
開催期間に関しては、開始がメンテナンス後、終了が23:59の場合が多い。
| 開催年 | イベント名                                                         | イベントタイプ                   | 開催期間          | 備考                                              |
| ------ | ------------------------------------------------------------------ | -------------------------------- | ----------------- | ------------------------------------------------- |
| 2023年 | 寮生争奪 チキチキ花いちもんめ～バトルウィーク～                    | ストーリーイベント               | 07/11～07/24      |                                                   |
| 2023年 | 守護天使だって働きたい！                                           | 討伐イベント                     | 07/21～07/31      |                                                   |
| 2023年 | リゾート結界へようこそ！～水着天使のエンドレスサマー～             | ストーリーイベント               | 07/31～08/14      |                                                   |
| 2023年 | サバイバル合宿再び！ アナとサーシャのサマーキャンプ                | 討伐イベント                     | 08/11～08/22      |                                                   |
| 2023年 | トワ先生とエスメラルダ先生の合同授業                               | ボックスガチャイベント           | 08/21～08/30      |                                                   |
| 2023年 | 相棒は魔女！？モンスター捕獲作戦！                                 | ストーリーイベント               | 08/30～09/12      |                                                   |
| 2023年 | 図書館へようこそ！図書委員モネの奮闘！                             | 討伐イベント                     | 09/11～09/21      |                                                   |
| 2023年 | ネビュラ大作戦会議                                                 | ボックスガチャイベント           | 09/20～09/30      |                                                   |
| 2023年 | 魔法少女トレジャー☆サチ～記憶のロストアイテム～                    | ストーリーイベント               | 09/30～10/14      |                                                   |
| 2023年 | 隠密少女カヤの特別任務                                             | ボックスガチャイベント           | 10/13～10/23      |                                                   |
| 2023年 | 一攫千金！秘密結社のスイートハロウィン                             | 討伐イベント                     | 10/20～11/01      |                                                   |
| 2023年 | 大禍に輝く凶星                                                     | ボックスガチャイベント           | 10/31～11/09      |                                                   |
| 2023年 | メイド長の憂鬱～上月キリカは真面目すぎる～                         | 討伐イベント                     | 11/06～11/15      |                                                   |
| 2023年 | 流星クルセイダース見参！重なる2つの世界！                          | ストーリーイベント               | 11/14～11/30      | 『ティンクル☆くるせいだーす』コラボイベント       |
| 2023年 | 聖沙からの挑戦状！ いざ尋常に勝負よ！                              | 討伐イベント                     | 11/24～11/30      | 『ティンクル☆くるせいだーす』コラボイベント       |
| 2023年 | 妖精天使のサンタ大作戦！～新星寮へ潜入せよ～                       | ストーリーイベント               | 11/30～12/13      |                                                   |
| 2023年 | 三界放浪記                                                         | ボックスガチャイベント           | 12/13～12/22      |                                                   |
| 2023年 | 聖夜のパーティー準備～聖女とシスターの奮闘記～                     | 討伐イベント                     | 12/21～12/30      |                                                   |
| 2023年 | 新春！雨のち晴れ～奏姉妹のニューイヤー～                           | ストーリーイベント               | 12/29～2024/01/15 |                                                   |
| 2024年 | ～笑う門には福来る～新春おみくじ                                   | 特別イベント(ボックスガチャ)     | 01/01～01/10      |                                                   |
| 2024年 | 新春＆ハーフアニバ記念ボスラッシュ                                 | 特別イベント(ボスラッシュ)       | 01/01～01/10      |                                                   |
| 2024年 | コラプサー襲撃Ⅰ～獰猛なる紅き牙～                                  | 討伐イベント                     | 01/11～01/21      |                                                   |
| 2024年 | ヘキサグラムの研究日誌                                             | ボックスガチャイベント           | 01/20～01/31      |                                                   |
| 2024年 | おなか部の特別試験！目指せプリマステラ！                           | ストーリーイベント               | 01/31～02/14      |                                                   |
| 2024年 | バレンタイン修行にござる！蘭美の最速チョコレート指導               | 討伐イベント                     | 02/13～02/23      |                                                   |
| 2024年 | 季節外れの水着お披露目生配信                                       | ボックスガチャイベント           | 02/20～02/28      |                                                   |
| 2024年 | 裏フィーニスの塔～RedMoon～                                        | 裏フィーニスの塔                 | 02/20～03/06      |                                                   |
| 2024年 | 絢爛バニーパーティー                                               | ストーリーイベント               | 03/05～03/16      |                                                   |
| 2024年 | 吸血鬼に祝福を～とある祓魔師への追憶～                             | 討伐イベント                     | 03/12～03/22      |                                                   |
| 2024年 | 電撃熱唱のリサイタル                                               | アイテムイベント                 | 03/18～03/24      |                                                   |
| 2024年 | 光と再生の回想録                                                   | ボックスガチャイベント           | 03/22～03/31      |                                                   |
| 2024年 | めざせ！スターチャレンジ【練習編】                                 | チャレンジイベント               | 03/27～04/02      |                                                   |
| 2024年 | 堕天使パテルの試練                                                 | ストーリーイベント               | 03/31～04/13      |                                                   |
| 2024年 | 守護天使だって青春したい！～幼アバターのスクールライフ～           | 討伐イベント                     | 04/10～04/19      |                                                   |
| 2024年 | 黄昏のグレート・ウォール計画                                       | ボックスガチャイベント           | 04/17～04/30      |                                                   |
| 2024年 | 裏フィーニスの塔～BlueMoon～                                       | 裏フィーニスの塔                 | 04/22～05/07      |                                                   |
| 2024年 | GW記念ボスラッシュ                                                 | 特別イベント(ボスラッシュ)       | 04/26～05/07      |                                                   |
| 2024年 | コラプサー襲撃Ⅱ～インセイン・エッジ～                              | ストーリーイベント               | 04/30～05/14      |                                                   |
| 2024年 | 絆のアルケインコード                                               | 討伐イベント                     | 05/11～05/20      |                                                   |
| 2024年 | お嬢様は食いしん坊                                                 | ボックスガチャイベント           | 05/20～05/31      |                                                   |
| 2024年 | 星見家ウェディング！ ジューンブライドは太陽のイタズラ              | ストーリーイベント               | 05/31～06/13      |                                                   |
| 2024年 | アイドルスターナイト・フィーバー！                                 | 討伐イベント                     | 06/11～06/20      |                                                   |
| 2024年 | 裏フィーニスの塔～RedMoon改with妹～                                | 裏フィーニスの塔                 | 06/05～06/23      |                                                   |
| 2024年 | それぞれの騎士道                                                   | ボックスガチャイベント           | 06/19～06/30      |                                                   |
| 2024年 | 流星クルセイダース見参！重なる2つの世界！(復刻)                    | ストーリーイベント               | 06/24～07/10      | 『ティンクル☆くるせいだーす』コラボイベント       |
| 2024年 | 聖沙からの挑戦状！ いざ尋常に勝負よ！(復刻)                        | 討伐イベント                     | 06/30～07/10      | 『ティンクル☆くるせいだーす』コラボイベント       |
| 2024年 | 1周年記念七夕くじ                                                  | 特別イベント(ボックスガチャ)     | 06/30～07/11      |                                                   |
| 2024年 | 1周年記念記念ボスラッシュ前夜祭                                    | 特別イベント(ボスラッシュ)       | 06/30～07/11      |                                                   |
| 2024年 | アポロちゃんとヒーロー特訓                                         | 特別イベント(討伐)               | 07/07～07/16      |                                                   |
| 2024年 | 1周年記念！ 裏フィーニスの塔～GOLDENMoon～                         | 裏フィーニスの塔                 | 07/05～07/18      |                                                   |
| 2024年 | オペレーション・ペンタグラム                                       | ワールドレイド                   | 07/07～07/24      |                                                   |
| 2024年 | 1周年記念記念ボスラッシュ後夜祭                                    | 特別イベント(ボスラッシュ)       | 07/14～07/25      |                                                   |
| 2024年 | 心の盾に誓いを～初夏のビーチバレー特訓～                           | ストーリーイベント               | 07/18～07/31      |                                                   |
| 2024年 | ワルプルギスのメイクアップサマー                                   | ストーリーイベント               | 07/31～08/14      |                                                   |
| 2024年 | 裏フィーニスの塔～GhostMoon～                                      | 裏フィーニスの塔                 | 08/10～08/26      |                                                   |
| 2024年 | 天使たちの水着特訓！                                               | 討伐イベント                     | 08/14～08/23      |                                                   |
| 2024年 | 司書ウィステリアの夏季休暇                                         | ボックスガチャイベント           | 08/21～08/30      |                                                   |
| 2024年 | 魔法少女トレジャー☆サチ2～解放のロストシスター～                   | ストーリーイベント               | 08/30～09/12      |                                                   |
| 2024年 | 裏フィーニスの塔～GreenMoon～                                      | 裏フィーニスの塔                 | 09/07～09/19      |                                                   |
| 2024年 | コラプサー襲撃Ⅲ～ブラックホール・クライシス～                      | 討伐イベント                     | 09/12～09/21      |                                                   |
| 2024年 | ダウナーメイドは情熱家                                             | ボックスガチャイベント           | 09/20～09/30      |                                                   |
| 2024年 | 体験入社！？ ゴールデングースインターン！                          | ストーリーイベント               | 09/30～10/21      |                                                   |
| 2024年 | 浸食アステラ総力戦～ゴッドロードフワッチ～                         | 総力戦イベント                   | 10/10～10/16      |                                                   |
| 2024年 | ゴーゴー！ストップハロウィン～ぼっちネクロマンサーとジャックの娘～ | 討伐イベント                     | 10/14～10/23      |                                                   |
| 2024年 | 電撃副会長の凱旋                                                   | ボックスガチャイベント           | 10/21～10/31      |                                                   |
| 2024年 | 裏フィーニスの塔～YellowMoon～                                     | 裏フィーニスの塔                 | 10/25～11/04      |                                                   |
| 2024年 | ロマンチック・ピース～早熟副会長と錬金術師の弟子～                 | ストーリーイベント               | 10/31～11/12      |                                                   |
| 2024年 | 演劇部の特別レッスン～小さな部長と内気なジュリエット～             | 討伐イベント                     | 11/12～11/21      |                                                   |
| 2024年 | マッドでヘビーな好奇心                                             | ボックスガチャイベント           | 11/20～11/29      |                                                   |
| 2024年 | 裏フィーニスの塔 NebulaMoon～クラウディアからの挑戦状～            | 裏フィーニスの塔                 | 11/22～12/04      |                                                   |
| 2024年 | メリー☆ラブリー♥プレゼント！～サンタより愛を込めて～               | ストーリーイベント               | 11/29～12/12      |                                                   |
| 2024年 | クリスマスVSエンドレスサマー！？～モネとリップルの聖夜探究譚～     | 討伐イベント                     | 12/12～12/21      |                                                   |
| 2024年 | 浸食アステラ総力戦withXmas～ケルベリンド降臨～                     | 総力戦イベント                   | 12/18～12/25      |                                                   |
| 2024年 | Present for loving you                                             | ワールドアイテムドロップイベント | 12/19～12/27      |                                                   |
| 2024年 | 新年をかけた隠し芸大会！                                           | ストーリーイベント               | 12/27～2025/01/13 |                                                   |
| 2025年 | 一年の計は元旦にあり 新春おみくじ                                  | 特別イベント(ボックスガチャ)     | 01/01～01/13      |                                                   |
| 2025年 | 1.5周年記念！ボスラッシュ                                          | 特別イベント(ボスラッシュ)       | 01/01～01/13      |                                                   |
| 2025年 | 裏フィーニスの塔 NEWYEARSUNRISE                                    | 裏フィーニスの塔                 | 01/10～01/19      |                                                   |
| 2025年 | 流星クルセイダーズ再び！ 妹魔王と歪む世界！？                      | ストーリーイベント               | 01/13～01/31      | 『ティンクル☆くるせいだーす』コラボイベント 第2弾 |
| 2025年 | ロロットからの挑戦状！ ワクワク、行っちゃいますよ～！              | 討伐イベント                     | 01/20～01/31      | 『ティンクル☆くるせいだーす』コラボイベント 第2弾 |
| 2025年 | 搗いた餅より心持ち もっと新春おみくじ                              | 特別イベント(ボックスガチャ)     | 01/20～01/31      |                                                   |
| 2025年 | 1.5周年記念！ボスラッシュ後半                                      | 特別イベント(ボスラッシュ)       | 01/20～01/31      |                                                   |
| 2025年 | 1.5周年記念そうりょくせん～クルくるコラボ～                        | 総力戦イベント                   | 01/24～01/31      | 『ティンクル☆くるせいだーす』コラボイベント 第2弾 |
| 2025年 | シュガー＆スパイス～流星学園のバレンタイン大騒動～                 | 討伐イベント                     | 01/31～02/11      |                                                   |
| 2025年 | 吸血スクナメ、ドジっ子マシマシ↑↑                                   | ボックスガチャイベント           | 02/07～02/17      |                                                   |
| 2025年 | くまさん祭り大開催！～黒ベア子の野望～                             | ストーリーイベント               | 02/17～03/03      | くまさん祭り                                      |
| 2025年 | 裏フィーニスの塔 FESTIVALMOON with くまさん                        | 裏フィーニスの塔                 | 02/21～03/03      | くまさん祭り                                      |
| 2025年 | 寒さをぶっ飛ばせ！ ソフィアとリップルのバンザイサマー              | ストーリーイベント               | 02/28～03/13      |                                                   |
| 2025年 | コラプサー襲撃Ⅳ 新星学園襲撃                                       | 討伐イベント                     | 03/12～03/22      |                                                   |
| 2025年 | 天上の遂行者                                                       | ボックスガチャイベント           | 03/21～03/31      |                                                   |
| 2025年 | 浸食アステラ総力戦～アレテー降臨～                                 | 総力戦イベント                   | 03/24～03/31      |                                                   |
| 2025年 | 変身☆オールバニー ～異世界カジノでオールイン～                     | ストーリーイベント               | 03/31～04/13      |                                                   |
| 2025年 | 裏フィーニスの塔 しすたーのとう                                    | 裏フィーニスの塔                 | 04/01～04/11      |                                                   |
| 2025年 | 日傘探偵ジュエリーの事件簿 ～大怪盗フランボウの謎～                | 討伐イベント                     | 04/12～04/20      |                                                   |
| 2025年 | 学園長はバキバキ敏腕CEO                                            | ボックスガチャイベント           | 04/18～04/30      |                                                   |
| 2025年 | 裏フィーニスの塔 BurningMoon                                       | 裏フィーニスの塔                 | 04/24～05/06      |                                                   |
| 2025年 | コラプサー襲撃Ⅴ 秋葉原決戦                                         | ストーリーイベント               | 04/30～05/13      |                                                   |
| 2025年 | コラプサー襲撃！ボスラッシュ                                       | ボスラッシュイベント             | 04/30～05/13      |                                                   |
| 2025年 | Re:西遊記 ～転生したら2000年後だった件～                           | 討伐イベント                     | 05/13～05/22      |                                                   |
| 2025年 | 麗らかなりや焔のごとき獅子                                         | ボックスガチャイベント           | 05/21～05/30      |                                                   |
| 2025年 | 浸食アステラ総力戦～ネクロス降臨～                                 | 総力戦イベント                   | 05/28～06/04      |                                                   |
| 2025年 | ジューンブライド騒動再び！ トワ先生と結婚式騒動                    | ストーリーイベント               | 05/30～06/12      |                                                   |
| 2025年 | 魔法少女トレジャー☆サチ3 ～幸運のシャイニングスター～              | 討伐イベント                     | 06/12～06/23      |                                                   |
| 2025年 | ヒーローカムズアゲイン                                             | ワールドアイテムドロップイベント | 06/20～06/30      |                                                   |
| 2025年 | アポロのヒーロー特訓・続                                           | チャレンジイベント               | 06/20～06/30      |                                                   |
| 2025年 | 裏フィーニスの塔 ShiningMoon                                       | 裏フィーニスの塔                 | 06/23～07/03      |                                                   |
| 2025年 | 2周年記念七夕くじ                                                  | 特別イベント(ボックスガチャ)     | 06/27～07/10      |                                                   |
| 2025年 | 2周年記念！ボスラッシュ前半                                        | 特別イベント(ボスラッシュ)       | 06/27～07/10      |                                                   |
| 2025年 | 流星クルセイダーズ再び！ 妹魔王と歪む世界！？(復刻)                | ストーリーイベント               | 06/27～07/10      | 『ティンクル☆くるせいだーす』コラボイベント 第2弾 |
| 2025年 | ロロットからの挑戦状！ ワクワク、行っちゃいますよ～！(復刻)        | 討伐イベント                     | 06/30～07/10      | 『ティンクル☆くるせいだーす』コラボイベント 第2弾 |
| 2025年 | 裏フィーニスの塔 TwinMoon                                          | 裏フィーニスの塔                 | 07/04～07/17      |                                                   |
| 2025年 | ヴィーナスとフィオナの「天昇魔運の頂上決戦！？」                   | 特別イベント(討伐)               | 07/07～07/18      |                                                   |
| 2025年 | バトルフェスタ・ペンタグラム                                       | ワールドレイド                   | 07/07～07/24      |                                                   |

## コラボイベント

### 流星クルセイダース見参！ 重なる2つの世界！[8]
開催期間
2023年11月14日～30日(前半:14日～20日、後半:21日～30日)
【復刻】2024年6月24日～7月10日
概要
本作初のコラボイベントであり、『ティンクル☆くるせいだーす』とのコラボイベント。
『クルくる』からは聖沙・B・クリステレスと九浄リアとパッキーが登場。聖沙とリアは期間限定のピックアップガチャからも排出され、星騎士として使用可能。コラボ限定のロロットの衣装を着たルリエルも、イベントを進めることによって入手可能。
このイベントにより、『クルスタ』と『クルくる』の世界が平行世界であるということが作中ではじめて明言された。
2023年11月24日～30日で聖沙とリアの討伐イベント『聖沙からの挑戦状！ いざ尋常に勝負よ！』も同時開催。イベントページで「ユメミボシ★boom！boom！」のアレンジ版BGMが視聴できる。
ストーリー
数日前から行方不明のルリエルを探しにクロト、フィオナ、ヴィーナスの3人がフィーニスの塔に向かったところ、世界の境界に原因不明の乱れが発生していることに気がつき、様子を見に来ていたマグダレナと出会う。
そして日誌とフィーニスの塔が共鳴し、4人は境界の乱れに巻き込まれてしまう。
その後、平行世界の流星学園へと飛ばされてしまい、そこでいたずらをする魔族を追いかける聖沙とリアに出会う。

### 流星クルセイダーズ再び！ 妹魔王と歪む世界！？
開催期間
2025年1月13日～31日(前半:13日～19日、後半:20日～31日)
【復刻】2025年6月30日～7月10日
概要
『ティンクル☆くるせいだーす』とのコラボイベント第2弾。
『クルくる』からは夕霧ナナカとロロット・ローゼンクロイツが新登場。ナナカとロロットは期間限定のピックアップガチャからも排出され、星騎士として使用可能。コラボ限定のマカロンの衣装を着たメイプルも、イベントを進めることによって入手可能。
2025年1月20日～31日で実装済みの流星クルセイダースの4人の討伐イベント『ロロットからの挑戦状！ ワクワク、行っちゃいますよ～！』も同時開催。

## スタッフ
- 企画・監修：かんなぎれい
- 制作：Studio KUMASAN
- プロデューサー：はせP
- ディレクター：いぬD(統括)、うさD
- 企画OPアニメーション制作：渡辺明夫（フロントウイング）、バイブリーアニメーションスタジオ
- 1周年記念ムービー制作：ジーアングル
- 主題歌・挿入歌制作：fripSide
- 音楽：アメディオ
- シナリオ：冬茜トム[注 11]
- 世界観・シナリオ協力：しげた
- キャラクターデザイン：かんなぎれい、苺製菓、黒茶色のねこ、夏月まりな、arrow、かわうち、んぬ、キルト村、クルエルGZ、星の紅茶、えみゃコーラ、朱宮あずず、音棲目るいこ、どぅーゆー、トーチケイスケ、トモセシュンサク　他

## 主題歌
主題歌
「The Light of Darkness」
歌 - fripSide / 作詞・作曲 - 八木沼悟志 / 編曲 - 八木沼悟志、齋藤真也
ハーフアニバーサリー記念主題歌
「大嫌い！！」
歌 - 松下 / 作詞・作曲・編曲 - LUNAR
1周年記念主題歌
「Twinkle Star Nights」
歌 - fripSide / 作詞・作曲 - 八木沼悟志 / 編曲 - 八木沼悟志、齋藤真也
2周年記念主題歌
「Echoes of the Stars」
歌 - fripSide / 作詞・作曲 - 八木沼悟志 / 編曲 - 八木沼悟志、齋藤真也

## ミュージック（ジュークボックス）
本作の主題歌を含む、過去の「ティンクル☆くるせいだーす」シリーズの楽曲をフルサイズでボーカル有無をどちらも聞くことができる。「MENU → ミュージック」からか、ホーム画面の書記のうしろにあるジュークボックスから確認可能。リクエストすることで、ホーム画面のBGMを変更することができる。(初期設定は「STAR☆CARNIVAL (inst)」)
| 曲名                    | アーティスト                                          | 作詞                                   | 作曲                         | 編曲                                   | 備考                                                                     |
| ----------------------- | ----------------------------------------------------- | -------------------------------------- | ---------------------------- | -------------------------------------- | ------------------------------------------------------------------------ |
| ユメミボシ★boom！boom！ | KOTOKO                                                | KOTOKO                                 | 中沢伴行                     | 中沢伴行, 尾崎武士                     | ティンクル☆くるせいだーす 1stOPテーマソング                              |
| Growth of mind          | 榊原ゆい・NANA                                        | 宮内理恵                               | 菊田大介 (Elements Garden)   | 菊田大介 (Elements Garden)             | ティンクル☆くるせいだーす 2ndOPテーマソング                              |
| ミラ☆クル クリスマス    | 流星クルセイダース (ナナカ/ロロット/聖沙/リア/アゼル) | Meg                                    | 菊田大介 (Elements Garden)   | 菊田大介 (Elements Garden)             | ティンクル☆くるせいだーす 挿入歌                                         |
| eternal twinkle         | fripSide (nao)                                        | Satoshi Yaginuma, Shinichiro Yamashita | Shigetoshi Yamada            | Satoshi Yaginuma, Shinichiro Yamashita | ティンクル☆くるせいだーす EDテーマソング                                 |
| つかまえて Twinkle Live | ヘレナ&メリロット                                     | しげた                                 | 菊田大介                     | 菊田大介                               | ティンクル☆くるせいだーす きらきらサウンドステージ #01 ヘレナ&メリロット |
| 恋してるんだもんっ♪     | リア&ロロット                                         | kanoko                                 | 藤間 仁 (Elements Garden)    | 藤間 仁 (Elements Garden)              | ティンクル☆くるせいだーす きらきらサウンドステージ #02 リア&ロロット     |
| ダ・カ・ラ…きゅん☆      | 聖沙&アゼル                                           | kanoko                                 | 菊田大介 (Elements Garden)   | 菊田大介 (Elements Garden)             | ティンクル☆くるせいだーす きらきらサウンドステージ #03 聖沙&アゼル       |
| どんだけセブンティーン  | ナナカ&さっちん                                       | しげた                                 | 藤田淳平 (Elements Garden)   | 藤田淳平 (Elements Garden)             | ティンクル☆くるせいだーす きらきらサウンドステージ #04 ナナカ&さっちん   |
| twinkle days            | 紫央&エミリナ                                         | yuki-ka                                | Kenji Arai, Satoshi Yaginuma | Kenji Arai                             | ティンクル☆くるせいだーす きらきらサウンドステージ #05 紫央&エミリナ     |
| Wireless Cosmic         | ヘレナ&メリロット                                     | Shinichiro Yamashita, Satoshi Yaginuma | Satoshi Yaginuma             | Satoshi Yaginuma, Kenji Arai           | RADiO ティンクル☆くるせいだーす vol.1                                    |
| sequential summer       | ヘレナ&メリロット                                     | Sinichiro Yamashita                    | Sinichiro Yamashita          | Shigetoshi Yamada, Satoshi Yaginuma    | RADiO ティンクル☆くるせいだーす vol.2                                    |
| trust in you            | 伊藤静&こやまきみこ                                   | Sinichiro Yamashita, Satoshi Yaginuma  | Satoshi Yaginuma             | Shigetoshi Yamada                      | RADiO ティンクル☆くるせいだーす vol.3                                    |
| STAR☆CARNIVAL           | 今井麻美&長谷川明子                                   | yuki-ka                                | Satoshi Yaginuma             | Satoshi Yaginuma                       | PSP版ティンクル☆くるせいだーす STARLIT BRAVE!! テーマソング              |
| ホシノユウキ            | Sanch                                                 | ESTi                                   | ESTi                         | ESTi                                   | ティンクル☆くるせいだーす STARLIT BRAVE!! OPテーマソング                 |
| みらくる☆みるきーうぇい | KOTOKO                                                | KOTOKO                                 | C.G mix                      | C.G mix                                | ティンクル☆くるせいだーす-Passion Star Stream- OPテーマソング            |
| MY LOVE＆HEART          | イレア                                                | SAYUMI                                 | 千鶴クリエイティブ           | 千鶴クリエイティブ                     | ティンクル☆くるせいだーす きらきらサウンドステージ #PSS イレア&ルルシェ  |
| Sweetest memory         | ルルシェ                                              | yuki-ka                                | Kai Kawasaki                 | Kai Kawasaki                           | ティンクル☆くるせいだーす きらきらサウンドステージ #PSS イレア&ルルシェ  |
| The Light of Darkness   | fripSide (上杉真央・阿部寿世)                         | Satoshi Yaginuma                       | Satoshi Yaginuma             | Satoshi Yaginuma, Shinya Saito         | ティンクルスターナイツ OPテーマソング                                    |
| 大嫌い！！              | 松下                                                  | LUNAR                                  | LUNAR                        | LUNAR                                  | ティンクルスターナイツ ハーフアニバーサリー記念主題歌                    |
| Twinkle Star Nights     | fripSide (上杉真央・阿部寿世)                         | Satoshi Yaginuma                       | Satoshi Yaginuma             | Satoshi Yaginuma, Shinya Saito         | ティンクルスターナイツ 1周年記念記念主題歌                               |
| Shinig star             | LUNAR                                                 | LUNAR                                  | アメディオ                   | LUNAR                                  | ティンクルスターナイツ イベント挿入歌                                    |

## 公式関連グッズ
| 発売年 | 商品名                                                    | 詳細(内容物) | JAN | R-18 | 備考         |
| ------ | --------------------------------------------------------- | --- | --- | ---- | ------------ |
| 2023年 | 【初回生産限定】ティンクルスターナイツ リリース記念セット | ・ティンクル☆くるせいだーす Remaster（Windows 8対応版） ・オンラインゲーム「ティンクルスターナイツ」描き下ろし色紙 ・オンラインゲーム「ティンクルスターナイツ」こもわた遥華描き下ろしアクキー ・オンラインゲーム「ティンクルスターナイツ」ゲームで使えるシリアルコード ・オンラインゲーム「ティンクルスターナイツ」特製ミニサウンドトラック ・Lycee PRカードセット（ティンクルスターナイツ：フィオナ/ヴィーナス/アポロ） | JAN 4520424303892 | 〇   | 店舗別特典有 |
| 2024年 | 『ティンクルスターナイツ』 A4高精細複製原画               | 全3種 ・キービジュアル ・正月キービジュアル ・ハーフアニバーサリー | JAN 4520424419050 JAN 4520424419074 JAN 4520424419067 |      |              |
| 2024年 | 『ティンクルスターナイツ』 A5アクリルパネル               | 全4種 ・リゾート結界へようこそ！～水着天使のエンドレスサマー～ ・相棒は魔女！？ モンスター捕獲作戦！ ・魔法少女トレジャー☆サチ～記憶のロストアイテム～ ・絢爛バニーパーティー～ヘレナちゃんのカジノへご招待♪～ | JAN 4520424419111 JAN 4520424419128 JAN 4520424419135 JAN 4520424419142                                                                                           |      |              |
| 2024年 | 『ティンクルスターナイツ』 ビッグアクリルフィギュア       | 全9種 ・フィオナ（戦闘服） ・ヴィーナス（戦闘服） ・アナ（戦闘服） ・マトイ（戦闘服） ・サーシャ（戦闘服） ・セーラ（戦闘服） ・マグダレナ ・アポロ ・クラウディア | JAN 4520424418916 JAN 4520424418879 JAN 4520424418886 JAN 4520424418893 JAN 4520424418909 JAN 4520424418923 JAN 4520424418930 JAN 4520424418954 JAN 4520424418947 |      |              |
| 2024年 | 『ティンクルスターナイツ』 アクリルドミノ                 | 全9種 ・フィオナ（制服） ・ヴィーナス（制服） ・アナ（制服） ・マトイ（制服） ・サーシャ（制服） ・セーラ（制服） ・マグダレナ（私服） ・アポロ ・クラウディア（制服） | JAN 4520424419005 JAN 4520424418961 JAN 4520424418978 JAN 4520424418985 JAN 4520424418992 JAN 4520424419012 JAN 4520424419029 JAN 4520424419043 JAN 4520424419036 |      |              |
| 2024年 | 『ティンクルスターナイツ』 マグカップ                     | 全3種 ・キービジュアル ・正月キービジュアル ・ハーフアニバーサリー | JAN 4520424419081 JAN 4520424419104 JAN 4520424419098 |      |              |

## 生放送
| タイトル                                         | 配信サイト              | 配信日時       |
| ------------------------------------------------ | ----------------------- | -------------- |
| クルスタキラキラ放送局 初めての生放送SP          | YouTube・ニコニコ生放送 | 2023年10月6日  |
| クルスタキラキラ放送局！0.5周年記念SP            | YouTube・ニコニコ生放送 | 2023年12月28日 |
| クルスタキラキラ放送局！GWも開放全開SP           | YouTube・ニコニコ生放送 | 2024年4月28日  |
| クルスタキラキラ放送局！1周年直前SP              | YouTube                 | 2024年7月6日   |
| クルスタキラキラ放送局！ハロウィンがやってくるSP | YouTube・ニコニコ生放送 | 2024年10月7日  |
| クルスタキラキラ放送局！1.5周年直前SP            | YouTube・ニコニコ生放送 | 2024年12月26日 |
| クルスタキラキラ放送局！GWも遊び倒そうSP         | YouTube・ニコニコ生放送 | 2025年4月23日  |